# Martin Tauber
Martin Tauber (Innsbruck, 4 novembre 1976) è un ex fondista austriaco.

## Biografia
In Coppa del Mondo esordì il 22 novembre 1997 a Beitostølen (105°) e ottenne l'unico podio il 5 febbraio 2006 a Davos (2°).
In carriera prese parte a un'edizione dei Giochi olimpici invernali, Torino 2006 (squalificato nella 15 km, squalificato nell'inseguimento), e a due dei Campionati mondiali (5° nella staffetta a Oberstdorf 2005 il miglior risultato).
Nel 2006, durante i Giochi di Torino, nelle stanze di Tauber e di altri atleti della nazionale austriaca, al villaggio olimpico, furono trovate sacche di sangue a altre attrezzature finalizzate a pratiche dopanti. In aprile il CIO squalificò a vita gli atleti dalle competizioni olimpiche e annullò i risultati conseguiti; nel novembre del 2007 anche la FIS impartì una squalifica, di due anni, e l'annullamento di tutti i risultati internazionali conseguiti da Tauber dai Giochi di Torino fino a quel momento. L'atleta non tornò più alle gare.

## Palmarès

### Coppa del Mondo
- Miglior piazzamento in classifica generale: 37º nel 2006
- 1 podio (individuale[2]):
  - 1 secondo posto

### Campionati austriaci
- 9 medaglie[3]:
  - 5 ori (50 km, sprint nel 2003; 30 km rollerski, 50 km nel 2004; inseguimento nel 2006)
  - 4 bronzi (30 km nel 1997; 50 km nel 2001; inseguimento nel 2002; 15 km nel 2003)